# João Teixeira Lopes
João Miguel Trancoso Vaz Teixeira Lopes (Porto, 15 de agosto de 1969) é um sociólogo e político português.

## Biografia
Nasceu em Lobito, Angola, a 15 de Agosto de 1969.
Reside no Porto desde 1975.
É licenciado em Sociologia (1992), Mestre em Ciências Sociais (1995) e Doutor em Sociologia (1999), exercendo a profissão de professor catedrático da Faculdade de Letras da Universidade do Porto.
Foi vice-presidente (2012-2016) e presidente (2016-2018) da Associação Portuguesa de Sociologia.
É militante e ex-dirigente do Bloco de Esquerda, tendo integrado a Mesa Nacional e a Coordenadora Distrital do Porto.
Foi membro efectivo do Observatório das Actividades Culturais entre 1996 e 1998, sendo atualmente seu colaborador.
Integrou a equipa coordenadora do Relatório das Políticas Culturais Nacionais (1985-95) junto do Conselho da Europa, em 1988.
Foi programador da Porto Capital Europeia da Cultura 2001, enquanto responsável pela área do envolvimento da população.
Foi coordenador científico do Instituto de Sociologia da FLUP entre 2002 e 2010, e diretor da Revista Sociologia entre 2009 e 2013.
Exerceu funções de deputado na Assembleia da República, durante a IX e X legislaturas.
Candidatou-se à Presidência da Câmara Municipal do Porto em 2002 e 2009. Foi novamente anunciado como candidato à Presidência da Câmara Municipal do Porto em 2017, após a desistência de João Semedo., tendo obtido 5,3% dos votos.
Distinguido a  29 de maio de 2014 com o galardão "Chevalier des Palmes Académiques" pelo Governo francês.
Atualmente preside a Associação Portuguesa de Sociologia - APS.

## Obras publicadas (seleção)
- Tristes Escolas – Um Estudo sobre Práticas Culturais Estudantis no Espaço Escolar Urbano, 1997, Edições Afrontamento, Porto (Dissertação de Mestrado)
- A Cidade e a Cultura – Um Estudo sobre Práticas Culturais Urbanas, 2000, Edições Afrontamento, Porto (Dissertação de Doutoramento)
- A Tutoria do Porto, 2001, Edições Afrontamento, Porto
- Novas Questões de Sociologia Urbana, 2002, Edições Afrontamento, Porto
- Escola, Território e Políticas Culturais, 2003 Campo das Letras, Porto
- Factores, Representações e Práticas Institucionais de Promoção do Sucesso Escolar no Ensino Superior, Edições da Universidade do Porto (2010)
- Registos do Actor Plural. Bernard Lahire na Sociologia Portuguesa (2012), Edições Afrontamento, Porto
- Escolas Singulares: estudos locais comparativos (2014), Edições Afrontamento, Porto
- Os Burgueses [Com Francisco Louçã e Jorge Costa] (2014)
- Os Donos Angolanos de Portugal  [Com Francisco Louçã e Jorge Costa] (2014), Bertrand
- Geração Europa? Um estudo sobre jovem emigração qualificada para França(2014), Mundos Sociais
- Percursos de Estudantes no Ensino Superior: sucesso e insucesso, factores e processos, promoção de boas práticas [Com António Firmino da Costa e Ana Caetano] (2014), Mundos Sociais
- A Vida Entre Nós - Sociologia em Carne Viva [Com Sofia Lai Amândio e Pedro Abrantes] (2016), Deriva
- As Classes Populares [Com Francisco Louçã e Lígia Ferro] (2016), Bertrand
- Crescer a tocar na Orquestra Geração [com Graça Mota], Editora Verso, (2016)
- Cultura e digital em Portugal [Com Teresa Martinho e José Luís Garcia] (2016), Edições Afrontamento, Porto
- Caloiros e Doutores [Com João Sebastião e outros], Mundos Sociais (2018)
- As Classes Médias [Com Francisco Louçã e Lígia Ferro], Bertrand,  (2019)